# Sørreisa
Sørreisa (tiếng Bắc Sami: Orjješ-Raisa) là một đô thị ở hạt Troms, Na Uy. Trung tâm hành chính của đô thị này là làng Sørreisa.
Sørreisen được thành lập vào ngày 1 tháng 9 năm 1886 khi nó được tách khỏi đô thị Tranøy. Dân số ban đầu của Sørreisen là 1.361 người. Sau đó chính tả đã được thay đổi để Sørreisa. Ngày 1 tháng 1 năm 1964, một phần của Sørreisa trên đảo Senja (dân số: 129) đã được chuyển giao cho các đô thị của Lenvik.